# Moselig
Moselig eller mosefund er lig begravet i højmoser og bevaret på grund af de særlige forhold i mosen: surt, iltfattigt vand og lav temperatur. Herved kan selv blødt væv som indvolde og hud bevares. Den fundgruppe, som normalt omtales som moselig, er rester af helt eller delvist præserverede menneskelig fundet i højmoser i Danmark, Sydsverige, Storbritannien, Irland, Tyskland og Holland. Der findes beskrivelser af fund af moselig helt tilbage fra det 18. århundrede, men indtil slutningen af det 20. århundrede har det været umuligt at lave en præcis aldersbestemmelse af ligene. Moderne undersøgelser som kulstof 14-datering har vist, at det ældste moselig fra Europa er omkring 10.000 år gammelt. Arkæologerne har med moseligene fået meget detaljerede oplysninger om beklædning og mad i forhistorisk tid. Analyser af ligenes maveindhold har vist, hvilke fødemidler der var til rådighed og hvilke planter, man dyrkede eller samlede.

## Mosefund
I dag kendes der mere end tusind enkeltfund af moselig fra hele det område, der associeres med den såkaldte keltiske jernalder. Det ældste fund er Koelbjergmanden, der er dateret til at være omkring 10.300 år gammel; de yngste stammer fra 16. århundrede i Irland og stammer formodentligt fra en selvmorder, som blev begravet uden for hellig jord. Langt størstedelen af fundene stammer fra jernalderen, fra ca. 500 f.Kr. til ca. 100 e.Kr. I Danmark er de mest kendte moselig følgende (usikkerhed på datering ± 100 år):
- Borremosemanden (Borremose I): 840 f.Kr.
- Kvinden fra Borremose (Borremose III): 770 f.Kr.
- Haraldskærkvinden: 490 f.Kr.
- Borremose II: 475 f.Kr.
- Tollundmanden: 220 f.Kr.
- Ellingpigen: 205 f.Kr.
- Uldumpigen: 100 f.Kr.[2]
- Grauballemanden: 55 f.Kr.
- Krogens Møllemose: 55 f.Kr.[kilde mangler]
- Huldremosekvinden: 95 e.Kr.[3]

### Bevaring
Moseligene er som regel fundet i spagnumholdige højmoser med et højt syreindhold. Kombinationen af iltmangel, relativ kulde og syreholdigt vand har betydet, at bløde kropsdele som huden og de indre organer bliver bevaret i de nordeuropæiske vådområder. Hårde dele som skelettet, der består af kalciumkarbonat, nedbrydes ofte. Fra Norge og det nordlige Sverige kendes der næsten ingen moselig, hvilket primært må skyldes manglen på højmoser.

### Undersøgelser
Mange af moseligene bærer tegn på en voldelig død. De kan enten være slået til døde, stukket ihjel, hængt eller kvalt, nogle gange endda på flere måder. Tollundmanden blev fx fundet med et reb om halsen. Den unge mand, der blev fundet ved udgravninger i Hillerøds sydlige udkant, var dræbt for 5.500 år siden med både et spydkast og et økseslag i baghovedet, et ritual, der genkendes fra andre moselig. Efter døden blev kroppene yderligere mishandlet, fx blev hovedet hugget af, eller knoglerne knust. Ligene blev bevidst gravet ned i mosen og derpå dækket til, enten med flettede grene, sten, kæppe eller ligefrem rammet ned med pæle. De retsmedicinske undersøgelser af ligene har givet forskellige resultater, og det er diskuteret, hvorfor disse individer blev myrdet brutalt og derpå smidt i en mose.
Nye CT-skanninger og 3D-rekonstruktioner i samarbejde med de danske museer af flere moselig – herunder Grauballemanden, Tollundmanden, Borremosekvinden og Haraldskærkvinden – tyder på, at de ikke blevet tortureret før deres død. Ligene har generelt adskillige skader, men rækkefølgen ser ud til at være sådan, at den første skade slog dem ihjel eller i svime. Knogle- og kraniebrud er snarere opstået post mortem (efter døden), dels på grund af mosens sure miljø, der medførte afkalkning af knogler, dels mosens tryk på liget.
Røntgen var tidlige et vigtigt redskab til at undersøge moseligene. Med den kan man studere deres indre uden at skære dem op. En mere præcis datering blev først mulig efter indførelsen af C14-analyser. Metoder udviklet til retsmedicin er også vigtige til at bestemme dødsårsagen. Den kemiske sammensætning i Sjællands moser adskiller sig fra mange af de jyske moser, så alle bløddele er forsvundet, og kun skelettet er tilbage. Når bløddele, som mavesæk og tarme, er bevaret, er det også muligt at analysere, hvilken type føde de har levet af, hvorved man har kunnet kaste lys over livsvilkår for datidens mennesker, som man ellers kun fik et indirekte indblik i ved at analysere køkkenaffaldet.
Nogle af moseligene bærer tegn på, at de har tilhørt overklassen, enten på grund af manicurerede negle, eller at hårprøver har vist, at de gennem hele livet var velnærede. Andre har dog vist tegn på periodevis underernæring. Med udgangspunkt i Strabons beskrivelse af keltiske menneskeofringer har flere forskere konkluderet, at nogle fund kan være rester af keltiske ofringer. De sammenlignelige fund af moselig fra hele Nordeuropa viser hen imod en enhedskultur, hvilket også passer med ensartetheden i de materielle fund.
Strontiumisotop-analyser kan afsløre, hvor disse mennesker kom fra, om de var lokale eller lige kommet dertil. Strontium-metoden blev brugt til at fastslå, at de to bronzealder-ikoner Egtvedpigen og Skrydstrupkvinden begge blev født uden for Danmark. Hvis strontiumanalyserne viser, at det er mennesker, der har rejst meget, eller som har boet et andet sted helt op til deres død, kan det betyde, at de kan have været gidsler fra fyrstefamilier, sådan som romerne beskrev en udbredt praksis under Cæsars felttog i Gallien. Irske forskere mener, at de irske moselig ligefrem har været konger. Forskerne håber også at kunne trække DNA ud fra de medtagne knogler og finde endnu mere viden om moseligenes ophav, fx om de var beslægtede, en del af en indvandringsbølge og om de havde skjulte sygdomme.

## Fortolkninger af moselig
De tidligste fortolkninger af baggrunden for moseligene stammer fra midten af 19. århundrede. Dengang mente man, at fundene var rester af enten tilfældigt omkomne, myrdede eller henrettede kriminelle. Deres faktiske alder kendte man ikke. Omkring 1900 begyndte arkæologer at forstå, at disse fund havde en meget høj alder, og nu begyndte man at tolke dem ud fra gamle kilder. En tidlig teori var, at de stammede fra strafofringer, og var sonofre for ugudelige handlinger. En senere teori var at de var resultatet af menneskeofringer til særlige guder, og at mosen derfor repræsenterede en indgang til et dødsrige. En væsentlig fortaler for denne teori var P. V. Glob, og den fik stor indflydelse i både Danmark, Tyskland og Storbritannien.
Den danske historiker og filolog Allan A. Lund mener dog ikke, at de hidtidige teorier om baggrunden for begravelsen af mennesker i moseområder har været fyldestgørende. Han mener at teorierne om menneskeofringer eller strafofringer bygger på et alt for tyndt grundlag: Tacitus' Germania. Beskrivelsen af menneskeofringer i det germanske område er derpå blevet sammenlignet med yngre kilder fra middelalderen, hvilket Lund betegner som en kronologisk fejlslutning. Derudover mener Lund, at der i forskningen sjældent tages hensyn til, at det Tacitus skrev var etnografisk, skrevet ud fra nogle helt specifikke antikke forudsætninger. Dvs. de meget fremmede germanske skikke, han beskriver, må nødvendigvis beskrives på en sådan måde, at hans romerske publikum kan forstå det. Et sådant værk må derfor være fyldt med fordomme og oplysninger, som skal tages med meget stor varsomhed.
Allan A. Lund foreslår i stedet, at moseligene er rester af individer, som var uønskede i samfundet, og som derfor blev dræbt og begravet i en slags limbotilstand i mosen, som ifølge Lund udgør et slags tredje sted, der hverken var de levendes eller de dødes rige. Det der kendetegner moseligene er, at de har lidt en unaturlig død, og er blevet begravet på en måde, der fuldstændigt adskiller sig fra den normale begravelsestradition, der var ligbrænding. Et andet fællestræk ved mange af de fundne lig er, at de enten er pælet fast til mosebunden, holdt nede af grene eller sten, som om man for enhver pris ville undgå, at de gik igen. Lund mener derfor, at moseligene var personer, som omgivelserne opfattede som en slags hekse, som nogle der bragte ulykker med sig, og som man derfor ønskede at skaffe sig af med. I mosen blev de fastholdt , så de ikke kunne rejse videre til dødsriget, og de blev derved totalt og fuldstændigt udskilt fra hele det samfund og kosmos, som ikke ønskede deres tilstedeværelse.